# Cierniowa Kopa
Cierniowa Kopa – wzgórze (384 m n.p.m.) w południowo-zachodniej Polsce, we Wzgórzach Dobrzenieckich, na Przedgórzu Sudeckim.

## Położenie
Cierniowa Kopa – najwyższe wzniesienie we Wzgórzach Dobrzenieckich na ich południowym skraju. U podnóży Cierniowej Kopy leżą: Bobolice, Baldwinowice i Sieroszów.

## Wody
Na zboczach Cierniowej Kopy wypływa rzeka Ślęza oraz Zameczny Potok.

## Szlaki turystyczne
Na rozdrożu na zachodnim zboczu 300 m od szczytu węzeł szlaków turystycznych:
 Strzelin – Szańcowa – Gościęcice Średnie – Skrzyżowanie pod Dębem – Gromnik – Dobroszów – Kalinka – Skrzyżowanie nad Zuzanką – Źródło Cyryla – Ziębice – Lipa – Rososznica – Stolec – Cierniowa Kopa – Kolonia Bobolice – Kobyla Głowa – Karczowice – Podlesie – Ostra Góra – Starzec – Księginice Wielkie – Sienice – Łagiewniki – Oleszna – Przełęcz Słupicka – Sulistrowiczki – Ślęża – Sobótka
 Ząbkowice Śląskie – Bobolice – Cierniowa Kopa – Zameczny Potok – Muszkowicki Las Bukowy – Muszkowice – Henryków – Raczyce – Witostowice – Nowolesie – Nowoleska Kopa – Kalinka – Nowina – Dzierzkowa – Siemisławice – Przeworno – Krzywina – Garnczarek – Skrzyżowanie pod Dębem – Biały Kościół
Szlak  przechodzi przez szczyt Cierniowej Kopy.